# Singana guianensis
Genre
Espèce
Singana est un genre monospécifique de plantes, endémique de Guyane, appartenant probablement à la famille des Celastraceae (anciennement attribué aux Guttifères, ou aux Fabaceae), dont l'espèce type est Singana guianensis Aubl..
Ce taxon mal défini, est connu uniquement de son protologue et de son échantillon type stérile collecté dans la région de l'Orapu-Kaw (BM000884768 ), et appartient probablement en fait aux genres Tontelea Miers 1872 ou Salacia L. 1771,.

## Protologue
En 1775, le botaniste Aublet propose le protologue suivant : 

« SINGANA (Tabula 230.)
CAL. Perianthium pentaphyllum, foliolis ſubrotundis, acutis concavis. 

COR. Petala quinque, ſubrotunda, denticulata, ungue anguſto, brevi, inſerto receptaculo. 

STAM. Fil amenta plurima, receptaculo germinis inferta. Antheræ ſubrotunda, biloculares. 

PIST. Germen ovatum. Stylus longus, apice incurvus. Stigma capitatum, concavum. 

PER. Capsula longa, cylindracea, fragilis, unilocularis. 

SEM. plurima, magna, angulata ; pulpâ albâ, dulci, involuta, ſibi mutuò incumbentia. 

SINGANA Guianenſis. (Tabula 230.)
Frutex ſarmentotus, sarmentis longiſſimis, nodoſis, ſuprà arbores ſcandentibus & ſparſis. Folia ſuboppoſita, ovata, acuta, glabra, petiolata, integerrima. Flores corymboſi, remoti, ſparſi & axillares. Corolla alba, pentapetala vel tripetala, ſecundùm numerum laciniarum calicis. Fructus iubcinereus. 

Florebat, fructumque ferebat Septembri. 

Habitat in ſylvis Orapu & Caux. 

Nomen Caribæum SINGAN SINGA.
[…]
LA SINGANE de la Guiane.
Cet arbrisseau eſt grimpant ; ſes principales tiges ſe roulent autour des troncs des plus grands arbres, ſur la cime deſquels elles répandent un nombre prodigieux de branches & de rameaux noueux ; les tiges ont deux ou trois pouces de diamètre. Leur écorce eſt verte, tachée de plaques blanches. Le bois eſt dur, compacte, jaunâtre, & paroit composé de fibres longitudinales, étroitement unies enſemble. Ce n'eſt que ſur les branches & les rameaux que l'on rencontre des feuilles. Elles ſont placées deux à deux a chaque nœud, & comme oppoſées ; cependant il, en a une un peu plus élevée que l'autre : elles ſont vertes, liſſes, minces, entières, ovales, terminées par une longue pointe. Leur longueur eſt de ſix à ſept pouces, ſur trois de largeur.

Les fleurs naiſſent aux aiſſelles des feuilles, & le long des branches. Leur pédoncule eſt court ; leur calice eſt forme de trois ou cinq écailles vertes, arrondies, concaves. 

La corolle eſt à trois ou cinq pétales blancs, dentelés a leurs bords, attaches par un onglet au fond du calice. 

Les étamines ſont en grand nombre, rangées autour de l'ovaire qu'elles entourent. Leurs filets & leurs ſommets ſont blancs. 

Le piſtil eſt un ovaire ovoïde, ſurmonté d'un style courbe en manière de croſſe, terminé par un stigmate creuſé dans ſon centre. 

L'ovaire devient une capsule griſâtre de ſix, ſept, huit à dix pouces de long, ſur un ou deux pouces de diamètre. elle eſt boſſelée de distance en diſtance, & attachée a un long pédoncule ligneux. Cette capſule ne s'ouvre point. Son écorce eſt fermé, caſſante, & a une ligne ou plus d’épaiſſeur. Elle contient dans ſa cavité pluſieurs graines appliquées les unes ſur les autres, enveloppées d'une ſubſtance pulpeuſe, blanche, douceâtre, dont l'odeur approche de celle de la citrouille. Chaque graine eſt de la groſſeur d'une châtaigne ordinaire. C’eſt une amande blanche, légèrement amère, couverte d'une membrane coriace & blanchâtre. 

Les Noiragues nomment ce fruit SINGAN SINGA. 

J'ai trouvé cet arbriſſeau dans les forêts qu'on traverſe en allant d'Orapu à Caux.
 
II étoit en fleur & en fruit dans le mois de Septembre. »

— Fusée-Aublet, 1775.